# غروتسكا
غروكا (Гроцка) هي مدينة في بيوغراد في مقاطعة وسط صربيا في صربيا.
يبلغ عدد سكانها حوالي 8789 نسمة.

## توأمة
لغروتسكا اتفاقيات توأمة مع:
- أغيا باراسكيفي